# Mariakapel (Korte Heide)

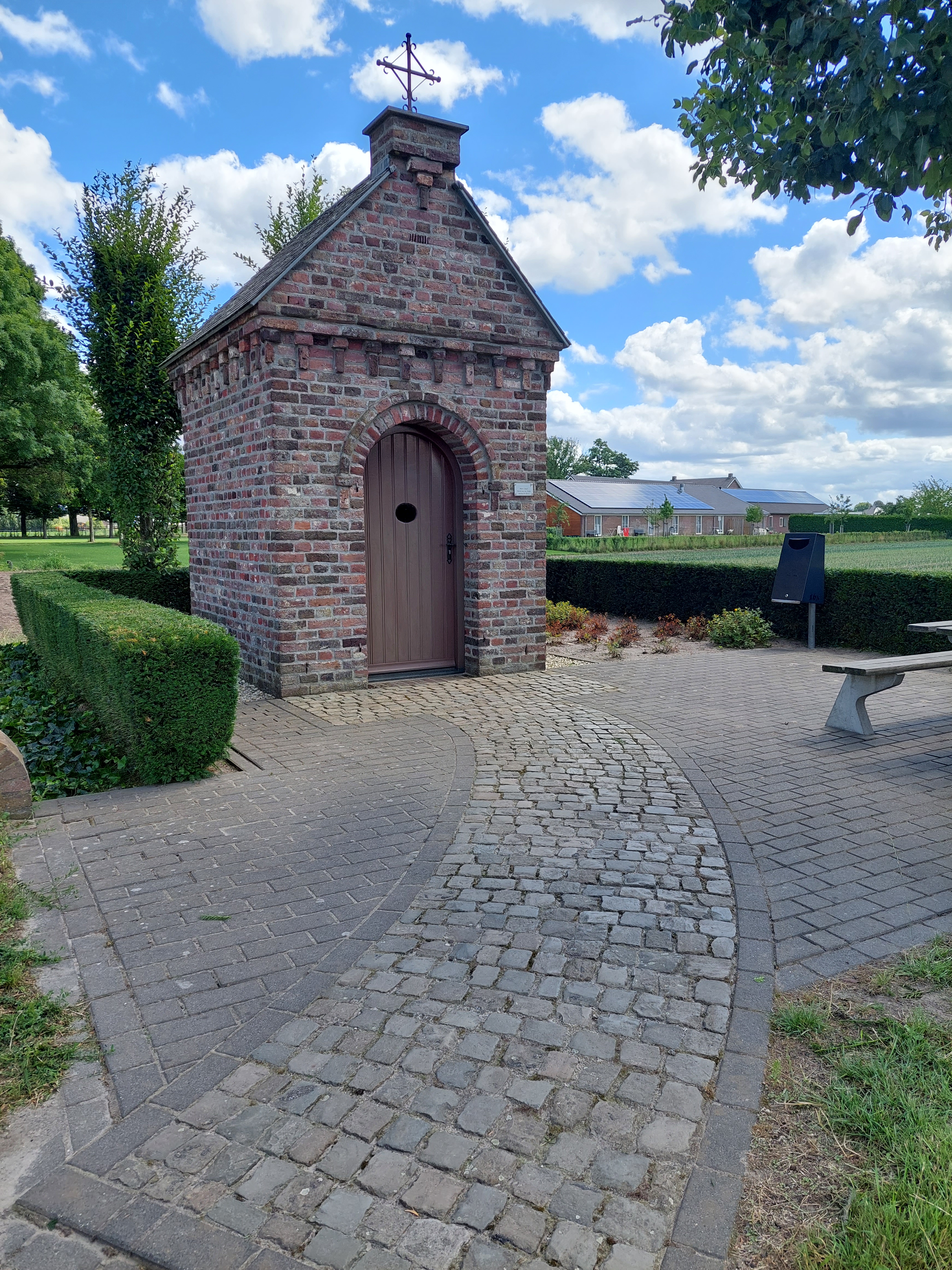
Mariakapel in Korte Heide

De Mariakapel of Kapel Haenenhof is een veldkapel in buurtschap Korte Heide bij Maasbree in de Nederlandse gemeente Peel en Maas. De kapel staat aan de straat Korte Heide ten noorden van het dorp Maasbree.
Op ongeveer twee kilometer naar het noordoosten staat in buurtschap Lange Heide de Mariakapel en op ongeveer 550 meter naar het zuidwesten staat verderop in Korte Heide de Mariakapel.
De kapel is gewijd aan Maria, specifiek aan Koningin van de Vrede.

## Geschiedenis
Vroeger stond de kapel aan een veldweg die een belangrijke route vormde voor lokale bewoners van buurtschap de Hei. Deze veldweg raakte buiten gebruik, waardoor de kapel midden in het boeren akkerland kwam te liggen.
In 2012 werd de kapel door buurtbewoners steen voor steen afgebroken om deze aan de straat Korte Heide opnieuw op te bouwen.
Op 26 mei 2013 werd de herbouwde kapel door Pastoor Verbong opnieuw ingezegend.

## Gebouw
De bakstenen kapel bestaat uit een schip en een iets smaller koor met een rechthoekige koorsluiting. Het schip en het koor worden gedekt door een zadeldak van leien, waarbij het koor een verlaagde noklijn heeft. In de rechter zijgevel bevindt zich een rond venster. De frontgevel is een puntgevel die bovenin eindigt in een kolom met daarop een metalen kruis. In de frontgevel bevindt zich de rondboogvormige toegang die wordt afgesloten met een houten deur.
Van binnen is de kapel wit gestuukt en het spitstongewelf van het schip is lichtblauw geschilderd en zijn er gouden sterren op geschilderd. In de achterwand van het koor is een rondboogvormige nis aangebracht die wordt afgesloten door een glasplaat. In de nis staat een polychroom Mariabeeld dat de heilige gekroond toont met op haar linkerarm een gekroond kindje Jezus. In de boog op de scheiding van het schip en het koor staat in rode letters de tekst:

Maria Koningin der Vrede, bid voor ons